# Tibi
Pour les articles homonymes, voir Tibi (homonymie).
Tibi (en castillan et en valencien) est une commune de la province d'Alicante, dans la Communauté valencienne, en Espagne. Elle est située dans la comarque de l'Alcoià et dans la zone à prédominance linguistique valencienne.

## Géographie

Localisation de Tibi
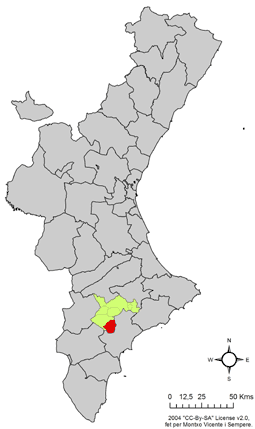
dans la Communauté valencienne.
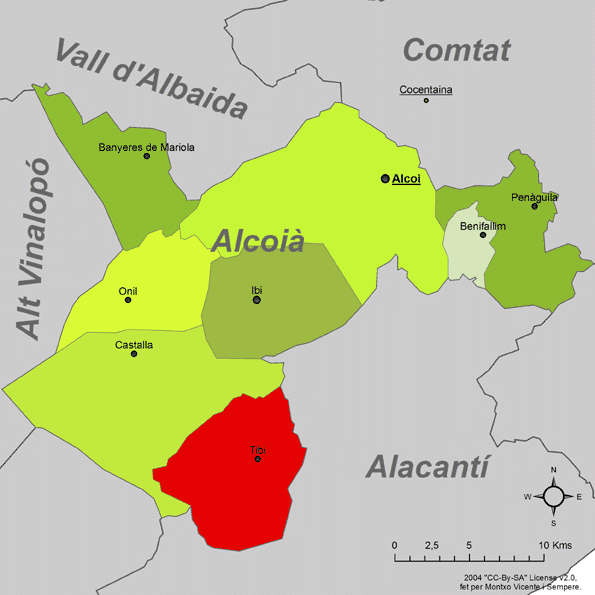
dans la comarque de l'Alcoià.